# Midnapore
Midnapore (en bengalí: মেদিনীপুর ) es una ciudad de la India, centro administrativo del distrito de Midnapore occidental, en el estado de Bengala Occidental.

## Geografía
Se encuentra a una altitud de 44 m s. n. m. a 134 km de la capital estatal, Calcuta, en la zona horaria UTC +5:30.

## Demografía
Según estimación 2010 contaba con una población de 171 073 habitantes.